# Coupe d'Allemagne de patinage artistique 1993
Navigation
Édition précédente Édition suivante
La Coupe d'Allemagne était une compétition internationale de patinage artistique qui se déroulait en Allemagne au cours de l'automne, entre 1986 et 2004. Elle accueillait des patineurs amateurs de niveau senior dans quatre catégories: simple messieurs, simple dames, couple artistique et danse sur glace. En 1993, son nom officiel était la Coupe des nations.
La septième Coupe d'Allemagne est organisée du 18 au 20 novembre 1993 à Gelsenkirchen.

## Résultats

### Messieurs
| Rang | Nom               | Pays            | Points | Prog. court | Prog. libre |
| ---- | ----------------- | --------------- | ------ | ----------- | ----------- |
| 1    | Viktor Petrenko   | Ukraine         | 2.0    | 2           | 1           |
| 2    | Scott Davis       | États-Unis      | 2.5    | 1           | 2           |
| 3    | Sébastien Britten | Canada          | 5.0    | 4           | 3           |
| 4    | Rudy Galindo      | États-Unis      | 5.5    | 3           | 4           |
| 5    | Oleg Tataurov     | Russie          | 8.0    | 6           | 5           |
| 6    | Steven Cousins    | Royaume-Uni     | 8.5    | 5           | 6           |
| 7    | Ronny Winkler     | Allemagne       | 10.5   | 7           | 7           |
| 8    | Fabrice Garattoni | Italie          | 14.0   | 12          | 8           |
| 9    | Jaroslav Suchý    | Tchécoslovaquie | 14.0   | 10          | 9           |
| 10   | Axel Médéric      | France          | 14.0   | 8           | 10          |
| 11   | Jens ter Laak     | Allemagne       | 16.5   | 11          | 11          |
| 12   | Tomoaki Koyama    | Japon           | 16.5   | 9           | 12          |

### Dames
| Rang | Nom               | Pays        | Points | Prog. court | Prog. libre |
| ---- | ----------------- | ----------- | ------ | ----------- | ----------- |
| 1    | Tanja Szewczenko  | Allemagne   | 2.0    | 2           | 1           |
| 2    | Oksana Baiul      | Ukraine     | 2.5    | 1           | 2           |
| 3    | Rena Inoue        | Japon       | 4.5    | 3           | 3           |
| 4    | Josée Chouinard   | Canada      | 6.0    | 4           | 4           |
| 5    | Marina Kielmann   | Allemagne   | 8.0    | 6           | 5           |
| 6    | Maria Butyrskaya  | Russie      | 9.5    | 7           | 6           |
| 7    | Tonia Kwiatkowski | États-Unis  | 9.5    | 5           | 7           |
| 8    | Emma Warmington   | Royaume-Uni | 12.0   | 8           | 8           |
| 9    | Katia Avesani     | Italie      | 13.5   | 9           | 9           |

### Couples
| Rang | Nom                                       | Pays        | Points | Prog. court | Prog. libre |
| ---- | ----------------------------------------- | ----------- | ------ | ----------- | ----------- |
| 1    | Evgenia Shishkova / Vadim Naumov          | Russie      | 2.0    | 2           | 1           |
| 2    | Mandy Wötzel / Ingo Steuer                | Allemagne   | 2.5    | 1           | 2           |
| 3    | Kyoko Ina / Jason Dungjen                 | États-Unis  | 4.5    | 3           | 3           |
| 4    | Yukiko Kawasaki / Aleksey Tikhonov        | Japon       | 6.0    | 4           | 4           |
| 5    | Anuschka Gläser / Axel Rauschenbach       | Allemagne   | 7.5    | 5           | 5           |
| 6    | Michelle Menzies / Jean-Michel Bombardier | Canada      | 9.0    | 6           | 6           |
| 7    | Tracey Damigella / Doug Williams          | États-Unis  | 10.5   | 7           | 7           |
| 8    | Lesley Rogers / Michael Aldred            | Royaume-Uni | 12.5   | 9           | 8           |
| 9    | Marta Andrella / Dmitry Kaploun           | Italie      | 13.0   | 8           | 9           |

### Danse sur glace
| Rang | Nom                                | Pays        | Points | Danse imposée | Danse originale | Danse libre |
| ---- | ---------------------------------- | ----------- | ------ | ------------- | --------------- | ----------- |
| 1    | Irina Romanova / Igor Yaroshenko   | Russie      | 3.0    | 1             | 1               | 2           |
| 2    | Kateřina Mrázová / Martin Šimeček  | Tchéquie    | 3.6    | 2             | 3               | 1           |
| 3    | Elena Kustarova / Oleg Ovsiannikov | Russie      | 6.4    | 3             | 2               | 4           |
| 4    | Susan Wynne / Russ Witherby        | États-Unis  | 7.0    | 4             | 4               | 3           |
| 5    | Shae-Lynn Bourne / Victor Kraatz   | Canada      | 10.0   | 5             | 5               | 5           |
| 6    | Barbara Fusar-Poli / Alberto Reani | Italie      | 12.0   | 6             | 6               | 6           |
| 7    | Michelle Fitzgerald / Vincent Kyle | Royaume-Uni | 14.0   | 7             | 7               | 7           |
| 8    | Nathalie Gillet / Olivier Lores    | France      | 16.6   | 8             | 9               | 8           |
| 9    | Kati Winkler / René Lohse          | Allemagne   | 17.4   | 9             | 8               | 9           |
| 10   | Nakako Tsuzuki / Kazu Nakamura     | Japon       | 20.0   | 10            | 10              | 10          |

## Sources
- (en) « COMPETITION RESULTS, NATIONS CUP ON ICE, GELSENKIRCHEN, GERMANY, NOVEMBER 18-20, 1993 », sur usfsa.xmlmanager.qg.com
- Patinage Magazine N°40 (Décembre 1993-Janvier/Février 1994)